# Epidapus spinosulus
Epidapus spinosulus är en tvåvingeart som beskrevs av Werner Mohrig och Blasco-zumeta 1996. Epidapus spinosulus ingår i släktet Epidapus och familjen sorgmyggor.
Artens utbredningsområde är Spanien. Inga underarter finns listade i Catalogue of Life.